# Élections cantonales de 2011 dans le Finistère
Les élections cantonales ont eu lieu les 20 et 27 mars 2011.

## Contexte départemental

### Assemblée départementale sortante
Avant les élections, le conseil général du Finistère est présidé par Pierre Maille (PS). Il comprend 54 conseillers généraux issus des 54 cantons du Finistère. 28 d'entre eux sont renouvelables lors de ces élections. 
| Parti                             | Sigle | Élus |
| --------------------------------- | ----- | ---- |
| Majorité (40 sièges)              |       |      |
| Parti socialiste                  | PS    | 35   |
| Divers gauche                     | DVG   | 5    |
| Opposition (14 sièges)            |       |      |
| Union pour un mouvement populaire | UMP   | 10   |
| Divers droite                     | DVD   | 2    |
| Mouvement démocrate               | MoDem | 1    |
| Alliance centriste                | AC    | 1    |
| Président du conseil général      |       |      |
| Pierre Maille (PS)                |       |      |

## Résultats à l'échelle du département
| Étiquette      | Étiquette                                   | Premier tour | Premier tour | Second tour | Second tour | Sièges |
| Étiquette      | Étiquette                                   | Voix         | %            | Voix        | %           | Sièges |
| -------------- | ------------------------------------------- | ------------ | ------------ | ----------- | ----------- | ------ |
|                | Parti socialiste                            | 46 865       | 32,31        | 71 622      | 52,77       | 21     |
|                | Europe Écologie Les Verts                   | 15 996       | 11,03        |             |             |        |
|                | Divers gauche                               | 11 218       | 7,73         | 7 189       | 5,30        | 3      |
|                | Front de gauche - Parti communiste français | 10 679       | 7,36         | 1 218       | 0,90        | 0      |
|                | Extrême gauche                              | 832          | 0,57         |             |             |        |
| Gauche         | Gauche                                      | 85 590       | 59,00        | 80 029      | 58,97       | 24     |
|                |                                             |              |              |             |             |        |
|                | Union pour un mouvement populaire           | 26 419       | 18,22        | 31 371      | 23,11       | 2      |
|                | Divers droite                               | 15 261       | 10,52        | 15 432      | 11,37       | 2      |
|                | Nouveau Centre                              | 5 270        | 3,63         | 4 557       | 3,36        | 0      |
|                | MoDem                                       | 2 162        | 1,49         |             |             |        |
|                | Front national                              | 1 312        | 0,90         |             |             |        |
|                | Extrême droite                              | 1 067        | 0,74         |             |             |        |
|                | Rassemblement pour la France                | 704          | 0,49         |             |             |        |
| Droite         | Droite                                      | 52 195       | 36,00        | 51 360      | 37,84       | 4      |
|                |                                             |              |              |             |             |        |
|                | Régionalisme                                | 7 251        | 5,00         | 4 331       | 3,19        | 0      |
|                |                                             |              |              |             |             |        |
| Inscrits       | Inscrits                                    | 345 629      | 100,00       | 325 089     | 100,00      |        |
| Abstentions    | Abstentions                                 | 195 605      | 56,59        | 180 533     | 56,53       |        |
| Votants        | Votants                                     | 150 024      | 43,41        | 144 556     | 44,47       |        |
| Blancs et nuls | Blancs et nuls                              | 4 988        | 3,32         | 8 836       | 6,11        |        |
| Exprimés       | Exprimés                                    | 145 036      | 96,68        | 135 720     | 93,89       |        |

### Résultats en nombre de sièges
| Parti | Sièges mis en jeu | Élus | Évolution |
| ----- | ----------------- | ---- | --------- |
| PS    | 19                | 21   | +2        |
| DVG   | 5                 | 3    | -2        |
| UMP   | 4                 | 2    | -2        |
| DVD   | 0                 | 2    | +2        |

### Assemblée départementale à l'issue des élections
| Parti                             | Sigle | Élus |
| --------------------------------- | ----- | ---- |
| Majorité (40 sièges)              |       |      |
| Parti socialiste                  | PS    | 36   |
| Divers gauche                     | DVG   | 4    |
| Opposition (14 sièges)            |       |      |
| Union pour un mouvement populaire | UMP   | 7    |
| Divers droite                     | DVD   | 5    |
| Mouvement démocrate               | MoDem | 2    |
| Alliance centriste                | AC    | 1    |
| Président du conseil général      |       |      |
| Pierre Maille (PS)                |       |      |

### Liste des élus
| Canton             | Conseiller sortant     | Parti | Parti | Conseiller élu         | Parti | Parti |
| ------------------ | ---------------------- | ----- | ----- | ---------------------- | ----- | ----- |
| Arzano             | Marie-Isabelle Doussal |       | PS    | Marie-Isabelle Doussal |       | PS    |
| Bannalec           | Yvon Le Bris*          |       | PS    | Guy Le Sergent         |       | PS    |
| Brest-Cavale       | Pascale Mahé           |       | PS    | Pascale Mahé           |       | PS    |
| Brest-Kerichen     | Yvon Berthou*          |       | PS    | Rébecca Fagot-Oukkache |       | PS    |
| Brest-Lambézellec  | Daniel Abiven*         |       | PS    | Franck Respriget       |       | PS    |
| Brest-L'Hermitage  | Jean-Paul Glémarec*    |       | PS    | Dominique Jaffredou    |       | PS    |
| Brest-Plouzané     | Chantal Simon Guillou  |       | DVG   | Chantal Simon Guillou  |       | DVG   |
| Brest-Recouvrance  | Yves Ménesguen*        |       | PS    | Marie Gueye            |       | PS    |
| Brest-Saint-Marc   | Patricia Adam*         |       | PS    | Marc Labbey            |       | PS    |
| Brest-Saint-Pierre | Pierre Maille          |       | PS    | Pierre Maille          |       | PS    |
| Carhaix-Plouguer   | Richard Ferrand*       |       | PS    | Christian Troadec      |       | DVG   |
| Concarneau         | Jean-Paul Le Roux*     |       | PS    | Nicole Ziegler         |       | PS    |
| Crozon             | Dominique Trétout*     |       | DVG   | Louis Ramone           |       | DVG   |
| Daoulas            | André Le Gac*          |       | DVG   | Françoise Péron        |       | PS    |
| Fouesnant          | Nathalie Conan-Mathieu |       | PS    | Nathalie Conan         |       | PS    |
| Guilvinec          | Raynald Tanter         |       | PS    | Raynald Tanter         |       | PS    |
| Lanmeur            | Jean-Luc Fichet*       |       | PS    | Nathalie Bernard       |       | PS    |
| Lannilis           | Claude Guiavarc'h      |       | PS    | Claude Guiavarc'h      |       | PS    |
| Plabennec          | Louis Coz*             |       | UMP   | Christian Plassard     |       | PS    |
| Pleyben            | Marie-France Le Boulch |       | PS    | Marie-France Le Boulch |       | PS    |
| Ploudalmézeau      | Antoine Corolleur      |       | UMP   | Antoine Corolleur      |       | DVD   |
| Plouescat          | Jacques Le Guen*       |       | UMP   | Gildas Bernard         |       | DVD   |
| Plouzévédé         | Gérard Danielou        |       | UMP   | Gérard Danielou        |       | UMP   |
| Pont-Croix         | Jacqueline Donval      |       | PS    | Didier Guillon         |       | UMP   |
| Pont-l'Abbé        | Annick Le Loch*        |       | PS    | Daniel Couic           |       | PS    |
| Rosporden          | Gilbert Monfort*       |       | PS    | Michel Loussouarn      |       | PS    |
| Saint-Pol-de-Léon  | Jacques Édern          |       | DVG   | Jacques Edern          |       | DVG   |
| Saint-Thégonnec    | Yvon Abiven*           |       | DVG   | Solange Creignou       |       | PS    |

*Conseillers généraux sortants ne se représentant pas

## Résultats par canton

### Canton d'Arzano
| Candidats      | Candidats                | Étiquette      | Premier tour | Premier tour | Second tour | Second tour |
| Candidats      | Candidats                | Étiquette      | Voix         | %            | Voix        | %           |
| -------------- | ------------------------ | -------------- | ------------ | ------------ | ----------- | ----------- |
|                | Marie-Isabelle Doussal * | PS             | 860          | 39,38        | 1 254       | 53,73       |
|                | Marie-Josée David        | DVD            | 829          | 37,96        | 1 080       | 46,27       |
|                | Fabrice Vivier           | EELV           | 244          | 11,17        |             |             |
|                | Soizick Wauthier         | FG-DVG         | 179          | 8,20         |             |             |
|                | André Loussaut           | UDB            | 72           | 3,30         |             |             |
|                |                          |                |              |              |             |             |
| Inscrits       | Inscrits                 | Inscrits       | 4 411        | 100,00       | 4 411       | 100,00      |
| Abstentions    | Abstentions              | Abstentions    | 2 157        | 48,90        | 1 955       | 44,32       |
| Votants        | Votants                  | Votants        | 2 254        | 51,10        | 2 456       | 55,68       |
| Blancs et nuls | Blancs et nuls           | Blancs et nuls | 70           | 1,59         | 122         | 2,77        |
| Exprimés       | Exprimés                 | Exprimés       | 2 184        | 98,41        | 2 334       | 97,23       |

*sortant

### Canton de Bannalec
Fait notable : la droite ne présente aucun candidat dans ce canton. Le sortant est le socialiste Yvon Le Bris qui ne se représente pas.
| Candidats      | Candidats        | Étiquette      | Premier tour | Premier tour | Second tour | Second tour |
| Candidats      | Candidats        | Étiquette      | Voix         | %            | Voix        | %           |
| -------------- | ---------------- | -------------- | ------------ | ------------ | ----------- | ----------- |
|                | Guy Le Sergent   | PS             | 1 479        | 50,32        | 1 832       | 63,72       |
|                | Florent Hiliou   | MBP            | 719          | 24,46        | 1 043       | 36,28       |
|                | Norbert Duigou   | FG             | 444          | 15,11        |             |             |
|                | Brigitte Cloarec | UDB            | 297          | 10,11        |             |             |
|                |                  |                |              |              |             |             |
| Inscrits       | Inscrits         | Inscrits       | 7 924        | 100,00       | 7 923       | 100,00      |
| Abstentions    | Abstentions      | Abstentions    | 4 646        | 58,63        | 4 678       | 59,04       |
| Votants        | Votants          | Votants        | 3 278        | 41,37        | 3 245       | 40,96       |
| Blancs et nuls | Blancs et nuls   | Blancs et nuls | 339          | 10,34        | 370         | 11,40       |
| Exprimés       | Exprimés         | Exprimés       | 2 939        | 89,66        | 2 875       | 88,60       |

### Canton de Brest-Cavale-Blanche-Bohars-Guilers
| Candidats      | Candidats             | Étiquette      | Premier tour | Premier tour | Second tour | Second tour |
| Candidats      | Candidats             | Étiquette      | Voix         | %            | Voix        | %           |
| -------------- | --------------------- | -------------- | ------------ | ------------ | ----------- | ----------- |
|                | Pascale Mahé*         | PS             | 2 844        | 49,58        | 3 724       | 64,97       |
|                | Daniel Ferelloc       | DVD            | 1 746        | 30,44        | 2 008       | 35,03       |
|                | Antony Auffret        | EELV           | 863          | 15,05        |             |             |
|                | Jean-Michel Le Lorc'h | FG             | 283          | 4,93         |             |             |
|                |                       |                |              |              |             |             |
| Inscrits       | Inscrits              | Inscrits       | 14 072       | 100,00       | 14 072      | 100,00      |
| Abstentions    | Abstentions           | Abstentions    | 8 154        | 57,94        | 8 072       | 57,36       |
| Votants        | Votants               | Votants        | 5 918        | 42,06        | 6 000       | 42,64       |
| Blancs et nuls | Blancs et nuls        | Blancs et nuls | 182          | 1,29         | 268         | 4,47        |
| Exprimés       | Exprimés              | Exprimés       | 5 736        | 96,92        | 5 732       | 95,53       |

*sortant

### Canton de Brest-Kerichen
Le sortant est le socialiste Yvon Berthou qui ne se représente pas.
| Candidats      | Candidats              | Étiquette      | Premier tour | Premier tour | Second tour | Second tour |
| Candidats      | Candidats              | Étiquette      | Voix         | %            | Voix        | %           |
| -------------- | ---------------------- | -------------- | ------------ | ------------ | ----------- | ----------- |
|                | Rébecca Fagot-Oukkache | PS             | 1 142        | 44,75        | 1 872       | 70,48       |
|                | Emmanuelle Monnier     | UMP            | 534          | 20,92        | 784         | 29,52       |
|                | Maxime Paul            | FG             | 310          | 12,15        |             |             |
|                | Pascal Kerberenes      | MoDem          | 286          | 11,21        |             |             |
|                | Fragan Valentin-Lemeni | UDB            | 280          | 10,97        |             |             |
|                |                        |                |              |              |             |             |
| Inscrits       | Inscrits               | Inscrits       | 9 421        | 100,00       | 9 421       | 100,00      |
| Abstentions    | Abstentions            | Abstentions    | 6 779        | 71,96        | 6 597       | 70,02       |
| Votants        | Votants                | Votants        | 2 642        | 28,04        | 2 824       | 29,98       |
| Blancs et nuls | Blancs et nuls         | Blancs et nuls | 90           | 0,95         | 168         | 1,79        |
| Exprimés       | Exprimés               | Exprimés       | 2 552        | 96,59        | 2 656       | 94,05       |

### Canton de Brest-Lambézellec
Daniel Abiven sortant PS ne se représente pas.
| Candidats      | Candidats          | Étiquette      | Premier tour | Premier tour | Second tour | Second tour |
| Candidats      | Candidats          | Étiquette      | Voix         | %            | Voix        | %           |
| -------------- | ------------------ | -------------- | ------------ | ------------ | ----------- | ----------- |
|                | Franck Respriget   | PS             | 1 228        | 44,82        | 2 036       | 73,85       |
|                | Marie Laurent      | UMP            | 537          | 19,60        | 721         | 26,15       |
|                | Julie Le Goïc      | EELV           | 497          | 18,14        |             |             |
|                | Paulette Dubois    | FG-DVG         | 250          | 9,12         |             |             |
|                | Christine Margogne | MoDem          | 228          | 8,32         |             |             |
|                |                    |                |              |              |             |             |
| Inscrits       | Inscrits           | Inscrits       | 9 175        | 100,00       | 9 175       | 100,00      |
| Abstentions    | Abstentions        | Abstentions    | 6 337        | 69,07        | 6 201       | 67,59       |
| Votants        | Votants            | Votants        | 2 838        | 30,93        | 2 974       | 32,41       |
| Blancs et nuls | Blancs et nuls     | Blancs et nuls | 98           | 3,45         | 217         | 7,30        |
| Exprimés       | Exprimés           | Exprimés       | 2 740        | 96,55        | 2 757       | 92,70       |

### Canton de Brest-L'Hermitage-Gouesnou
Jean-Paul Glémarec, sortant PS ne se représente pas.
| Candidats      | Candidats           | Étiquette      | Premier tour | Premier tour | Second tour | Second tour |
| Candidats      | Candidats           | Étiquette      | Voix         | %            | Voix        | %           |
| -------------- | ------------------- | -------------- | ------------ | ------------ | ----------- | ----------- |
|                | Dominique Jaffredou | PS             | 1 698        | 39,03        | 2 723       | 60,18       |
|                | Stéphane Roudaut    | UMP            | 1 484        | 34,11        | 1 802       | 39,82       |
|                | Patrick Apperé      | FG-DVG         | 650          | 14,94        |             |             |
|                | Anne-Marie Kervern  | UDB-EELV       | 518          | 11,91        |             |             |
|                |                     |                |              |              |             |             |
| Inscrits       | Inscrits            | Inscrits       | 11 701       | 100,00       | 11 701      | 100,00      |
| Abstentions    | Abstentions         | Abstentions    | 7 190        | 61,45        | 6 973       | 59,59       |
| Votants        | Votants             | Votants        | 4 511        | 38,55        | 4 728       | 40,41       |
| Blancs et nuls | Blancs et nuls      | Blancs et nuls | 161          | 3,57         | 203         | 4,29        |
| Exprimés       | Exprimés            | Exprimés       | 4 350        | 96,43        | 4 525       | 95,71       |

### Canton de Brest-Plouzané
| Candidats      | Candidats               | Étiquette      | Premier tour | Premier tour | Second tour | Second tour |
| Candidats      | Candidats               | Étiquette      | Voix         | %            | Voix        | %           |
| -------------- | ----------------------- | -------------- | ------------ | ------------ | ----------- | ----------- |
|                | Chantal Simon Guillou * | PS             | 2 293        | 46,46        | 3 485       | 71,08       |
|                | Francis Le Bian         | UMP            | 1 085        | 21,99        | 1 418       | 28,92       |
|                | Antoine Beugnard        | EELV           | 863          | 17,49        |             |             |
|                | Robert Thomas           | FG-DVG         | 495          | 10,03        |             |             |
|                | Annie Muniglia          | MoDem          | 199          | 4,03         |             |             |
|                |                         |                |              |              |             |             |
| Inscrits       | Inscrits                | Inscrits       | 12 866       | 100,00       | 12 866      | 100,00      |
| Abstentions    | Abstentions             | Abstentions    | 7 777        | 60,45        | 7 667       | 59,59       |
| Votants        | Votants                 | Votants        | 5 089        | 39,55        | 5 199       | 40,41       |
| Blancs et nuls | Blancs et nuls          | Blancs et nuls | 154          | 3,03         | 296         | 5,69        |
| Exprimés       | Exprimés                | Exprimés       | 4 935        | 96,97        | 4 903       | 94,31       |

*sortant

### Canton de Brest-Recouvrance
Yves Ménesguen, sortant PS ne se représente pas.
| Candidats      | Candidats        | Étiquette      | Premier tour | Premier tour | Second tour | Second tour |
| Candidats      | Candidats        | Étiquette      | Voix         | %            | Voix        | %           |
| -------------- | ---------------- | -------------- | ------------ | ------------ | ----------- | ----------- |
|                | Marie Gueye      | PS             | 1 195        | 42,20        | 1 816       | 61,98       |
|                | Renaud Le Floc'h | UMP            | 912          | 32,20        | 1 114       | 38,02       |
|                | Marif Loussouarn | EELV           | 400          | 14,12        |             |             |
|                | Bertrand Seys    | FG-PG          | 237          | 8,37         |             |             |
|                | Denis Breton     | POI            | 88           | 3,11         |             |             |
|                |                  |                |              |              |             |             |
| Inscrits       | Inscrits         | Inscrits       | 8 909        | 100,00       | 8 909       | 100,00      |
| Abstentions    | Abstentions      | Abstentions    | 5 968        | 66,99        | 5 801       | 65,11       |
| Votants        | Votants          | Votants        | 2 941        | 33,01        | 3 108       | 34,89       |
| Blancs et nuls | Blancs et nuls   | Blancs et nuls | 109          | 3,71         | 178         | 5,73        |
| Exprimés       | Exprimés         | Exprimés       | 2 832        | 96,29        | 2 930       | 94,27       |

### Canton de Brest-Saint-Marc
Patricia Adam, sortante PS ne se représente pas.
| Candidats      | Candidats        | Étiquette      | Premier tour | Premier tour | Second tour | Second tour |
| Candidats      | Candidats        | Étiquette      | Voix         | %            | Voix        | %           |
| -------------- | ---------------- | -------------- | ------------ | ------------ | ----------- | ----------- |
|                | Marc Labbey      | PS             | 1 457        | 29,97        | 3 063       | 64,00       |
|                | Marc Berthelot   | UMP            | 1 047        | 21,54        | 1 723       | 36,00       |
|                | Nathalie Chaline | EELV           | 919          | 18,91        |             |             |
|                | Gaëlle Abily     | FG-PCF         | 612          | 12,59        |             |             |
|                | Nicole Jouan     | MoDem          | 499          | 10,27        |             |             |
|                | Geneviève Henry  | NC             | 327          | 6,73         |             |             |
|                |                  |                |              |              |             |             |
| Inscrits       | Inscrits         | Inscrits       | 14 009       | 100,00       | 14 009      | 100,00      |
| Abstentions    | Abstentions      | Abstentions    | 9 006        | 64,29        | 8 865       | 63,28       |
| Votants        | Votants          | Votants        | 5 003        | 35,71        | 5 144       | 36,72       |
| Blancs et nuls | Blancs et nuls   | Blancs et nuls | 142          | 2,84         | 358         | 6,96        |
| Exprimés       | Exprimés         | Exprimés       | 4 861        | 97,16        | 4 786       | 93,04       |

### Canton de Brest-Saint-Pierre
Pierre Maille, ancien Maire PS de Brest entre 1989 et 2001, est l'actuel président du Conseil général du Finistère depuis 1998.
| Candidats      | Candidats        | Étiquette      | Premier tour | Premier tour | Second tour | Second tour |
| Candidats      | Candidats        | Étiquette      | Voix         | %            | Voix        | %           |
| -------------- | ---------------- | -------------- | ------------ | ------------ | ----------- | ----------- |
|                | Pierre Maille *  | PS             | 1 612        | 51,67        | 2 210       | 73,59       |
|                | Sophie Mével     | NC             | 520          | 16,67        | 793         | 26,41       |
|                | Christian Bucher | EELV           | 433          | 13,88        |             |             |
|                | Éric Dechamps    | FN             | 363          | 11,63        |             |             |
|                | Jean-Paul Cam    | FG-PCF         | 192          | 6,15         |             |             |
|                |                  |                |              |              |             |             |
| Inscrits       | Inscrits         | Inscrits       | 9 219        | 100,00       | 9 219       | 100,00      |
| Abstentions    | Abstentions      | Abstentions    | 6 009        | 65,18        | 6 028       | 65,38       |
| Votants        | Votants          | Votants        | 3 210        | 34,82        | 3 192       | 34,62       |
| Blancs et nuls | Blancs et nuls   | Blancs et nuls | 90           | 2,80         | 189         | 5,92        |
| Exprimés       | Exprimés         | Exprimés       | 3 120        | 97,20        | 3 003       | 94,08       |

*sortant

### Canton de Carhaix-Plouguer
Richard Ferrand sortant PS ne se représente pas.
Louis Rouzic se retire du deuxième tour et soutien Christian Troadec.
| Candidats      | Candidats         | Étiquette      | Premier tour | Premier tour | Second tour | Second tour |
| Candidats      | Candidats         | Étiquette      | Voix         | %            | Voix        | %           |
| -------------- | ----------------- | -------------- | ------------ | ------------ | ----------- | ----------- |
|                | Christian Troadec | MBP            | 2 864        | 43,12        | 3 288       | 100,00      |
|                | Louis Rouzic      | PS             | 1 476        | 22,22        |             |             |
|                | Jérôme Yvinec     | UMP            | 1 383        | 20,82        |             |             |
|                | Peggy Le Bihan    | UDB            | 364          | 5,48         |             |             |
|                | Claudine Laporte  | FG-PCF         | 302          | 4,55         |             |             |
|                | Mathieu Guillemot | NPA            | 253          | 3,81         |             |             |
|                |                   |                |              |              |             |             |
| Inscrits       | Inscrits          | Inscrits       | 12 169       | 100,00       | 12 166      | 100,00      |
| Abstentions    | Abstentions       | Abstentions    | 5 380        | 44,21        | 7 991       | 65,68       |
| Votants        | Votants           | Votants        | 6 789        | 55,79        | 4 175       | 34,32       |
| Blancs et nuls | Blancs et nuls    | Blancs et nuls | 147          | 2,17         | 887         | 21,25       |
| Exprimés       | Exprimés          | Exprimés       | 6 642        | 97,83        | 3 288       | 78,75       |

### Canton de Concarneau
Jean-Paul Le Roux, sortant PS ne se représente pas.
| Candidats      | Candidats         | Étiquette      | Premier tour | Premier tour | Second tour | Second tour |
| Candidats      | Candidats         | Étiquette      | Voix         | %            | Voix        | %           |
| -------------- | ----------------- | -------------- | ------------ | ------------ | ----------- | ----------- |
|                | Nicole Ziegler    | PS             | 3 301        | 39,05        | 5 624       | 64,80       |
|                | François Besombes | UMP            | 2 006        | 23,73        | 3 055       | 35,20       |
|                | Stéphane Lefloch  | EELV           | 1 401        | 16,57        |             |             |
|                | Youenn Le Flao    | FG-DVG         | 829          | 9,81         |             |             |
|                | Philippe Le Coz   | MoDem          | 601          | 7,11         |             |             |
|                | Yvon Rogard       | RPF            | 316          | 3,74         |             |             |
|                |                   |                |              |              |             |             |
| Inscrits       | Inscrits          | Inscrits       | 22 527       | 100,00       | 22 527      | 100,00      |
| Abstentions    | Abstentions       | Abstentions    | 13 803       | 61,27        | 13 261      | 58,87       |
| Votants        | Votants           | Votants        | 8 724        | 38,73        | 9 266       | 41,13       |
| Blancs et nuls | Blancs et nuls    | Blancs et nuls | 270          | 3,09         | 587         | 6,33        |
| Exprimés       | Exprimés          | Exprimés       | 8 454        | 96,91        | 8 679       | 93,67       |

### Canton de Crozon
Dominique Trétout sortante DVG, ne se représente pas.
| Candidats      | Candidats            | Étiquette      | Premier tour | Premier tour | Second tour | Second tour |
| Candidats      | Candidats            | Étiquette      | Voix         | %            | Voix        | %           |
| -------------- | -------------------- | -------------- | ------------ | ------------ | ----------- | ----------- |
|                | Louis Ramoné         | App PS         | 2 503        | 37,48        | 3 990       | 58,09       |
|                | Patrick Bethelot     | UMP            | 2 040        | 30,55        | 2 879       | 41,91       |
|                | Marie-Anne Haas      | FN             | 949          | 14,21        |             |             |
|                | Jocelyne Leclerc     | EELV           | 583          | 8,73         |             |             |
|                | Christian Beaumanoir | FG-DVG         | 334          | 5,00         |             |             |
|                | André Menesguen      | NPA            | 269          | 4,03         |             |             |
|                |                      |                |              |              |             |             |
| Inscrits       | Inscrits             | Inscrits       | 14 221       | 100,00       | 14 221      | 100,00      |
| Abstentions    | Abstentions          | Abstentions    | 7 366        | 51,80        | 6 915       | 48,63       |
| Votants        | Votants              | Votants        | 6 855        | 48,20        | 7 306       | 51,37       |
| Blancs et nuls | Blancs et nuls       | Blancs et nuls | 177          | 2,58         | 437         | 5,98        |
| Exprimés       | Exprimés             | Exprimés       | 6 678        | 97,42        | 6 869       | 94,02       |

### Canton de Daoulas
André Le Gac, sortant DVG App FG, est suppléant de Gisèle Le Guennec.
| Candidats      | Candidats         | Étiquette      | Premier tour | Premier tour | Second tour | Second tour |
| Candidats      | Candidats         | Étiquette      | Voix         | %            | Voix        | %           |
| -------------- | ----------------- | -------------- | ------------ | ------------ | ----------- | ----------- |
|                | Patricia Hénaff   | NC             | 2 719        | 30,10        | 3 764       | 40,13       |
|                | Françoise Péron   | PS             | 2 462        | 27,26        | 5 615       | 59,87       |
|                | Gisèle Le Guennec | DVG App FG     | 2 300        | 25,46        |             |             |
|                | Serge Borvon      | EELV           | 1 552        | 17,18        |             |             |
|                |                   |                |              |              |             |             |
| Inscrits       | Inscrits          | Inscrits       | 21 288       | 100,00       | 21 281      | 100,00      |
| Abstentions    | Abstentions       | Abstentions    | 12 040       | 56,56        | 11 435      | 53,73       |
| Votants        | Votants           | Votants        | 9 248        | 43,44        | 9 846       | 46,27       |
| Blancs et nuls | Blancs et nuls    | Blancs et nuls | 215          | 2,32         | 467         | 4,74        |
| Exprimés       | Exprimés          | Exprimés       | 9 033        | 97,68        | 9 379       | 95,26       |

### Canton de Fouesnant
| Candidats      | Candidats                | Étiquette      | Premier tour | Premier tour | Second tour | Second tour |
| Candidats      | Candidats                | Étiquette      | Voix         | %            | Voix        | %           |
| -------------- | ------------------------ | -------------- | ------------ | ------------ | ----------- | ----------- |
|                | Gwénola Bayes-Morvan     | UMP            | 3 218        | 31,86        | 4 933       | 47,04       |
|                | Nathalie Conan-Mathieu * | PS             | 2 624        | 25,98        | 5 554       | 52,96       |
|                | Jean Loaec               | Diss PS        | 1 797        | 17,79        |             |             |
|                | Vincent Esnault          | EELV           | 983          | 9,73         |             |             |
|                | André Bernard            | FG-PCF         | 552          | 5,46         |             |             |
|                | Yann Vallerie            | JB             | 405          | 4,01         |             |             |
|                | Alain Rousseau           | RPF            | 388          | 3,84         |             |             |
|                | Padrig Laurent           | PB             | 134          | 1,33         |             |             |
|                |                          |                |              |              |             |             |
| Inscrits       | Inscrits                 | Inscrits       | 22 474       | 100,00       | 22 470      | 100,00      |
| Abstentions    | Abstentions              | Abstentions    | 12 088       | 53,79        | 11 424      | 50,84       |
| Votants        | Votants                  | Votants        | 10 386       | 46,21        | 11 046      | 49,16       |
| Blancs et nuls | Blancs et nuls           | Blancs et nuls | 285          | 2,74         | 559         | 5,06        |
| Exprimés       | Exprimés                 | Exprimés       | 10 101       | 97,26        | 10 487      | 94,94       |

*sortant

### Canton de Guilvinec
| Candidats      | Candidats        | Étiquette      | Premier tour | Premier tour | Second tour | Second tour |
| Candidats      | Candidats        | Étiquette      | Voix         | %            | Voix        | %           |
| -------------- | ---------------- | -------------- | ------------ | ------------ | ----------- | ----------- |
|                | Raynald Tanter * | PS             | 3 237        | 45,30        | 4 953       | 69,13       |
|                | Jean-Marc Bren   | UMP            | 1 352        | 18,92        | 2 212       | 30,87       |
|                | Robert Bouguéon  | DVD            | 1 125        | 15,75        |             |             |
|                | Dominique Jolfre | EELV           | 746          | 10,44        |             |             |
|                | Jean-Yves Leven  | FG-PCF         | 685          | 9,59         |             |             |
|                |                  |                |              |              |             |             |
| Inscrits       | Inscrits         | Inscrits       | 15 684       | 100,00       | 15 707      | 100,00      |
| Abstentions    | Abstentions      | Abstentions    | 8 248        | 52,59        | 8 105       | 51,60       |
| Votants        | Votants          | Votants        | 7 436        | 47,41        | 7 602       | 48,40       |
| Blancs et nuls | Blancs et nuls   | Blancs et nuls | 291          | 3,91         | 437         | 5,75        |
| Exprimés       | Exprimés         | Exprimés       | 7 145        | 96,09        | 7 165       | 94,25       |

*sortant

### Canton de Lanmeur
Jean-Luc Fichet, sortant PS,sénateur depuis 2008, ne se représente pas.
| Candidats      | Candidats                 | Étiquette      | Premier tour | Premier tour | Second tour | Second tour |
| Candidats      | Candidats                 | Étiquette      | Voix         | %            | Voix        | %           |
| -------------- | ------------------------- | -------------- | ------------ | ------------ | ----------- | ----------- |
|                | Nathalie Bernard          | PS             | 1 609        | 33,13        | 2 934       | 58,97       |
|                | Yvon Tanguy               | DVD            | 1 578        | 32,49        | 2 041       | 41,03       |
|                | Christine Prigent-Guiziou | EELV           | 991          | 20,40        |             |             |
|                | Jérémy Lainé              | FG-PCF         | 679          | 13,98        |             |             |
|                |                           |                |              |              |             |             |
| Inscrits       | Inscrits                  | Inscrits       | 10 252       | 100,00       | 10 252      | 100,00      |
| Abstentions    | Abstentions               | Abstentions    | 5 234        | 51,05        | 4 923       | 48,02       |
| Votants        | Votants                   | Votants        | 5 018        | 48,95        | 5 329       | 51,98       |
| Blancs et nuls | Blancs et nuls            | Blancs et nuls | 161          | 3,21         | 354         | 6,64        |
| Exprimés       | Exprimés                  | Exprimés       | 4 857        | 96,79        | 4 975       | 93,36       |

### Canton de Lannilis
| Candidats      | Candidats             | Étiquette      | Premier tour | Premier tour | Second tour | Second tour |
| Candidats      | Candidats             | Étiquette      | Voix         | %            | Voix        | %           |
| -------------- | --------------------- | -------------- | ------------ | ------------ | ----------- | ----------- |
|                | Claude Guivarc'h *    | PS             | 2 045        | 33,57        | 3 807       | 62,70       |
|                | André Lesven          | DVD            | 1 135        | 18,63        | 2 265       | 37,30       |
|                | Jean-François Treguer | DVD-UMP        | 1 087        | 17,84        |             |             |
|                | Pierre Appriou        | DVG            | 760          | 12,48        |             |             |
|                | Didier Chrétien       | EELV           | 741          | 12,16        |             |             |
|                | Eric Pellennec        | FG-PCF         | 136          | 2,23         |             |             |
|                | Pierre Le Roux        | PB             | 133          | 2,18         |             |             |
|                | Françoise Sage        | POI            | 55           | 0,90         |             |             |
|                |                       |                |              |              |             |             |
| Inscrits       | Inscrits              | Inscrits       | 13 612       | 100,00       | 13 612      | 100,00      |
| Abstentions    | Abstentions           | Abstentions    | 7 375        | 54,18        | 7 204       | 52,92       |
| Votants        | Votants               | Votants        | 6 237        | 45,82        | 6 408       | 47,08       |
| Blancs et nuls | Blancs et nuls        | Blancs et nuls | 145          | 2,32         | 336         | 5,24        |
| Exprimés       | Exprimés              | Exprimés       | 6 092        | 97,68        | 6 072       | 94,76       |

*sortant

### Canton de Plabennec
Louis Coz, sortant UMP, ne se représente pas.
| Candidats      | Candidats                  | Étiquette      | Premier tour | Premier tour | Second tour | Second tour |
| Candidats      | Candidats                  | Étiquette      | Voix         | %            | Voix        | %           |
| -------------- | -------------------------- | -------------- | ------------ | ------------ | ----------- | ----------- |
|                | Marie-Annick Créac'h Cadec | DVD            | 2 461        | 40,17        | 3 034       | 46,31       |
|                | Christian Plassard         | PS             | 2 207        | 36,03        | 3 518       | 53,69       |
|                | Jean-Yves Piriou           | EELV           | 1 156        | 18,87        |             |             |
|                | William Lamy               | FG-DVG         | 302          | 4,93         |             |             |
|                |                            |                |              |              |             |             |
| Inscrits       | Inscrits                   | Inscrits       | 14 586       | 100,00       | 14 586      | 100,00      |
| Abstentions    | Abstentions                | Abstentions    | 8 229        | 56,42        | 7 776       | 53,31       |
| Votants        | Votants                    | Votants        | 6 357        | 43,58        | 6 810       | 46,69       |
| Blancs et nuls | Blancs et nuls             | Blancs et nuls | 231          | 3,63         | 258         | 3,79        |
| Exprimés       | Exprimés                   | Exprimés       | 6 126        | 96,37        | 6 552       | 96,21       |

### Canton de Pleyben
| Candidats      | Candidats               | Étiquette      | Premier tour | Premier tour | Second tour | Second tour |
| Candidats      | Candidats               | Étiquette      | Voix         | %            | Voix        | %           |
| -------------- | ----------------------- | -------------- | ------------ | ------------ | ----------- | ----------- |
|                | Marie-France Le Boulch* | PS             | 1 477        | 42,70        | 2 075       | 59,25       |
|                | Jean-Luc Vigouroux      | DVD-UMP        | 1 239        | 35,82        | 1 427       | 40,75       |
|                | Patrig Ar Goarnig       | EELV           | 309          | 8,93         |             |             |
|                | Eric Palud              | MBP            | 249          | 7,20         |             |             |
|                | Jean-Victor Gruat       | FG-PCF         | 185          | 5,35         |             |             |
|                |                         |                |              |              |             |             |
| Inscrits       | Inscrits                | Inscrits       | 6 642        | 100,00       | 6 642       | 100,00      |
| Abstentions    | Abstentions             | Abstentions    | 3 078        | 46,34        | 2 997       | 45,12       |
| Votants        | Votants                 | Votants        | 3 564        | 53,66        | 3 645       | 54,88       |
| Blancs et nuls | Blancs et nuls          | Blancs et nuls | 105          | 2,95         | 143         | 3,92        |
| Exprimés       | Exprimés                | Exprimés       | 3 459        | 97,05        | 3 502       | 96,08       |

*sortant

### Canton de Ploudalmézeau
| Candidats      | Candidats           | Étiquette      | Premier tour | Premier tour | Second tour | Second tour |
| Candidats      | Candidats           | Étiquette      | Voix         | %            | Voix        | %           |
| -------------- | ------------------- | -------------- | ------------ | ------------ | ----------- | ----------- |
|                | Antoine Corolleur*  | DVD-UMP        | 3 066        | 48,27        | 3 577       | 53,01       |
|                | René Pelleau        | DVG (PS-PCF)   | 2 039        | 32,10        | 3 171       | 46,99       |
|                | Magali Deval        | EELV           | 656          | 10,33        |             |             |
|                | René L'hostis       | PB             | 351          | 5,53         |             |             |
|                | Régine Schimanovitz | FG-PG          | 240          | 3,78         |             |             |
|                |                     |                |              |              |             |             |
| Inscrits       | Inscrits            | Inscrits       | 13 988       | 100,00       | 13 987      | 100,00      |
| Abstentions    | Abstentions         | Abstentions    | 7 484        | 53,50        | 7 017       | 50,17       |
| Votants        | Votants             | Votants        | 6 504        | 46,50        | 6 970       | 49,83       |
| Blancs et nuls | Blancs et nuls      | Blancs et nuls | 152          | 2,34         | 222         | 3,19        |
| Exprimés       | Exprimés            | Exprimés       | 6 352        | 97,66        | 6 748       | 96,81       |

*sortant

### Canton de Plouescat
Jacques Le Guen, sortant UMP, ne se représente pas.
| Candidats      | Candidats       | Étiquette      | Premier tour | Premier tour |
| Candidats      | Candidats       | Étiquette      | Voix         | %            |
| -------------- | --------------- | -------------- | ------------ | ------------ |
|                | Gildas Bernard  | DVD-UMP        | 2 082        | 65,08        |
|                | Chantal Guittet | PS             | 707          | 22,10        |
|                | Yvon Julian     | NC             | 211          | 6,60         |
|                | Paol Monnoyer   | UDB            | 199          | 6,22         |
|                |                 |                |              |              |
| Inscrits       | Inscrits        | Inscrits       | 7 123        | 100,00       |
| Abstentions    | Abstentions     | Abstentions    | 3 776        | 53,01        |
| Votants        | Votants         | Votants        | 3 347        | 46,99        |
| Blancs et nuls | Blancs et nuls  | Blancs et nuls | 148          | 4,42         |
| Exprimés       | Exprimés        | Exprimés       | 3 199        | 95,58        |

### Canton de Plouzévédé
| Candidats      | Candidats         | Étiquette      | Premier tour | Premier tour |
| Candidats      | Candidats         | Étiquette      | Voix         | %            |
| -------------- | ----------------- | -------------- | ------------ | ------------ |
|                | Gérard Danielou*  | UMP            | 2 007        | 55,95        |
|                | André Méar        | DVG-PS         | 1 233        | 34,37        |
|                | Dominique Guizien | EELV           | 347          | 9,67         |
|                |                   |                |              |              |
| Inscrits       | Inscrits          | Inscrits       | 7 595        | 100,00       |
| Abstentions    | Abstentions       | Abstentions    | 3 899        | 51,34        |
| Votants        | Votants           | Votants        | 3 696        | 48,66        |
| Blancs et nuls | Blancs et nuls    | Blancs et nuls | 109          | 2,95         |
| Exprimés       | Exprimés          | Exprimés       | 3 587        | 97,05        |

*sortant

### Canton de Pont-Croix
| Candidats      | Candidats           | Étiquette      | Premier tour | Premier tour | Second tour | Second tour |
| Candidats      | Candidats           | Étiquette      | Voix         | %            | Voix        | %           |
| -------------- | ------------------- | -------------- | ------------ | ------------ | ----------- | ----------- |
|                | Didier Guillon      | UMP            | 2 336        | 33,80        | 3 978       | 53,68       |
|                | Jacqueline Donval * | PS             | 2 045        | 29,59        | 3 433       | 46,32       |
|                | Nadine Kersaudy     | NC             | 1 493        | 21,60        |             |             |
|                | Paule Maiche        | EELV           | 481          | 6,96         |             |             |
|                | Camille Larfaoui    | FG-ALT         | 382          | 5,53         |             |             |
|                | Yves Vaillant       | UDB            | 175          | 2,53         |             |             |
|                |                     |                |              |              |             |             |
| Inscrits       | Inscrits            | Inscrits       | 14 249       | 100,00       | 14 247      | 100,00      |
| Abstentions    | Abstentions         | Abstentions    | 7 188        | 50,45        | 6 448       | 45,26       |
| Votants        | Votants             | Votants        | 7 061        | 49,55        | 7 799       | 54,74       |
| Blancs et nuls | Blancs et nuls      | Blancs et nuls | 149          | 2,11         | 388         | 4,97        |
| Exprimés       | Exprimés            | Exprimés       | 6 912        | 97,89        | 7 411       | 95,03       |

*sortant

### Canton de Pont-l'Abbé
Annick Le Loch, sortante PS ne se représente pas.
| Candidats      | Candidats          | Étiquette      | Premier tour | Premier tour | Second tour | Second tour |
| Candidats      | Candidats          | Étiquette      | Voix         | %            | Voix        | %           |
| -------------- | ------------------ | -------------- | ------------ | ------------ | ----------- | ----------- |
|                | Thierry Mavic      | UMP            | 2 494        | 37,24        | 3 385       | 48,54       |
|                | Daniel Couïc       | PS             | 1 900        | 28,37        | 3 588       | 51,46       |
|                | Janick Moriceau    | EELV           | 1 108        | 16,54        |             |             |
|                | Véronique Blanchet | FG-PCF         | 679          | 10,14        |             |             |
|                | Jacques Tanguy     | MoDem          | 349          | 5,21         |             |             |
|                | Françoise Lecroq   | POI            | 167          | 2,49         |             |             |
|                |                    |                |              |              |             |             |
| Inscrits       | Inscrits           | Inscrits       | 15 275       | 100,00       | 15 274      | 100,00      |
| Abstentions    | Abstentions        | Abstentions    | 8 332        | 54,55        | 7 832       | 51,28       |
| Votants        | Votants            | Votants        | 6 943        | 45,45        | 7 442       | 48,72       |
| Blancs et nuls | Blancs et nuls     | Blancs et nuls | 246          | 3,54         | 469         | 6,30        |
| Exprimés       | Exprimés           | Exprimés       | 6 697        | 96,46        | 6 973       | 93,70       |

### Canton de Rosporden
| Candidats      | Candidats             | Étiquette      | Premier tour | Premier tour | Second tour | Second tour |
| Candidats      | Candidats             | Étiquette      | Voix         | %            | Voix        | %           |
| -------------- | --------------------- | -------------- | ------------ | ------------ | ----------- | ----------- |
|                | Michel Loussouarn*    | PS             | 1 869        | 43,81        | 2 516       | 67,38       |
|                | Marcel Tilly          | FG-PCF         | 839          | 19,67        | 1 218       | 32,62       |
|                | Jean-Michel Le Naour  | UDB            | 780          | 18,28        |             |             |
|                | Mickaël Prima         | JB             | 662          | 15,52        |             |             |
|                | Denis Madelaine-Nicot | PB             | 116          | 2,72         |             |             |
|                |                       |                |              |              |             |             |
| Inscrits       | Inscrits              | Inscrits       | 10 689       | 100,00       | 10 679      | 100,00      |
| Abstentions    | Abstentions           | Abstentions    | 6 041        | 56,52        | 6 192       | 57,98       |
| Votants        | Votants               | Votants        | 4 648        | 43,48        | 4 487       | 42,02       |
| Blancs et nuls | Blancs et nuls        | Blancs et nuls | 382          | 8,22         | 753         | 16,78       |
| Exprimés       | Exprimés              | Exprimés       | 4 266        | 91,78        | 3 734       | 83,22       |

*sortant

### Canton de Saint-Pol-de-Léon
| Candidats      | Candidats        | Étiquette      | Premier tour | Premier tour | Second tour | Second tour |
| Candidats      | Candidats        | Étiquette      | Voix         | %            | Voix        | %           |
| -------------- | ---------------- | -------------- | ------------ | ------------ | ----------- | ----------- |
|                | Jacques Edern*   | DVG-PS         | 3 089        | 44,42        | 4 018       | 54,41       |
|                | Aline Chevaucher | DVD-UMP        | 2 897        | 41,66        | 3 367       | 45,59       |
|                | Renaud D'Herbais | EELV           | 662          | 9,52         |             |             |
|                | Ismaël Dupont    | FG-PCF         | 306          | 4,40         |             |             |
|                |                  |                |              |              |             |             |
| Inscrits       | Inscrits         | Inscrits       | 15 734       | 100,00       | 15 731      | 100,00      |
| Abstentions    | Abstentions      | Abstentions    | 8 651        | 54,98        | 8 176       | 51,97       |
| Votants        | Votants          | Votants        | 7 083        | 45,02        | 7 555       | 48,03       |
| Blancs et nuls | Blancs et nuls   | Blancs et nuls | 129          | 1,82         | 170         | 2,25        |
| Exprimés       | Exprimés         | Exprimés       | 6 954        | 98,18        | 7 385       | 97,75       |

*sortant

### Canton de Saint-Thégonnec
| Candidats      | Candidats        | Étiquette      | Premier tour | Premier tour |
| Candidats      | Candidats        | Étiquette      | Voix         | %            |
| -------------- | ---------------- | -------------- | ------------ | ------------ |
|                | Solange Creignou | PS             | 1 595        | 71,43        |
|                | Josselin Boireau | EELV           | 417          | 18,67        |
|                | Daniel Ravasio   | FG-PCF         | 221          | 9,90         |
|                |                  |                |              |              |
| Inscrits       | Inscrits         | Inscrits       | 5 814        | 100,00       |
| Abstentions    | Abstentions      | Abstentions    | 3 370        | 57,96        |
| Votants        | Votants          | Votants        | 2 444        | 42,04        |
| Blancs et nuls | Blancs et nuls   | Blancs et nuls | 211          | 8,63         |
| Exprimés       | Exprimés         | Exprimés       | 2 233        | 91,37        |